# Жилькен, Иван
Ива́н Жильке́н (фр. Iwan Gilkin) (7 января 1858 — 28 сентября 1924) — бельгийский поэт-символист, писавший на французском языке.

## Биография
Иван Жилькен родился в Брюсселе. Учился в Лувенском университете. Ещё в студенческие годы близко познакомился с поэтами Эмилем Ван Аренбергом, Эмилем Верхарном и Альбером Жиро. В 90-е годы руководил журналом «Молодая Бельгия». Был тесно связан с символистами, к примеру, фронтиспис одного из его сборников был проиллюстрирован  Одилоном Редоном. Его зрелые произведения затрагивали религиозные и философские темы, были весьма пессимистичны, определенное влияние на это настроение оказали поэзия Шарля Бодлера и философия Артура Шопенгауэра. В 1903 и 1909 годах был номинирован на Нобелевскую премию.
Член Королевской академии французского языка и литературы Бельгии.

## Произведения
- La Damnation de l'artiste (1890)
- Ténèbres (1892)
- Stances dorées (1893)
- La Nuit (1893)
- Prométhée (1897)
- Le Cerisier fleuri (1899)
- Jonas (1900)
- Savonarole (1906)
- Étudiants russes (1906)
- Le Sphinx (1907)
- Le Roi Cophétua (1919)
- Les Pieds d'argile (1921)
- Egmont (1926)